# جون جنكينز (دبلوماسي)
جون جنكينز (بالإنجليزية: John Jenkins)‏ هو دبلوماسي بريطاني، ولد في 26 يناير 1955.